# Areia Branca (Ubirajara)
Areia Branca é um distrito do município brasileiro de Ubirajara, no interior do estado de São Paulo.

## História

### Formação administrativa
- O distrito de Areia Branca foi criado através de lei municipal com território do distrito sede de Ubirajara.

## Geografia

### Área urbana
A sede do distrito é a vila de Areia Branca:
- área urbana: 190 381 m²
- total de domicílios: 166

### Demografia

#### População urbana
| Crescimento população urbana | Crescimento população urbana | Crescimento população urbana | Crescimento população urbana |
| Censo                        | Pop.                         |                              | %±                           |
| ---------------------------- | ---------------------------- | ---------------------------- | ---------------------------- |
| 2022                         | 314                          |                              | —                            |
| Fonte: IBGE e Fundação SEADE |                              |                              |                              |

#### População total
Pelo Censo 2022 (IBGE) a população total do distrito era de 575 habitantes.

### Área territorial
A área territorial do distrito é de 84,567 km².

### Rodovias
O principal acesso ao distrito é a estrada vicinal Ubirajara - São Pedro do Turvo.

## Serviços públicos

### Registro civil
Feito na sede do município, pois o distrito não possui Cartório de Registro Civil das Pessoas Naturais.

### Saneamento
O serviço de abastecimento de água é feito pela Companhia de Saneamento Básico do Estado de São Paulo (SABESP).

### Energia
A responsável pelo abastecimento de energia elétrica é a CPFL Santa Cruz, distribuidora do grupo CPFL Energia.

## Religião
O Cristianismo se faz presente no distrito da seguinte forma:

### Igreja Católica
- A igreja faz parte da Diocese de Ourinhos[13].

### Igrejas Evangélicas
- Congregação Cristã no Brasil[14].